# Ercole Graziani le Jeune
Pour les articles homonymes, voir Graziani.
À ne pas confondre avec l'autre peintre Ercole Graziani l'Aîné.

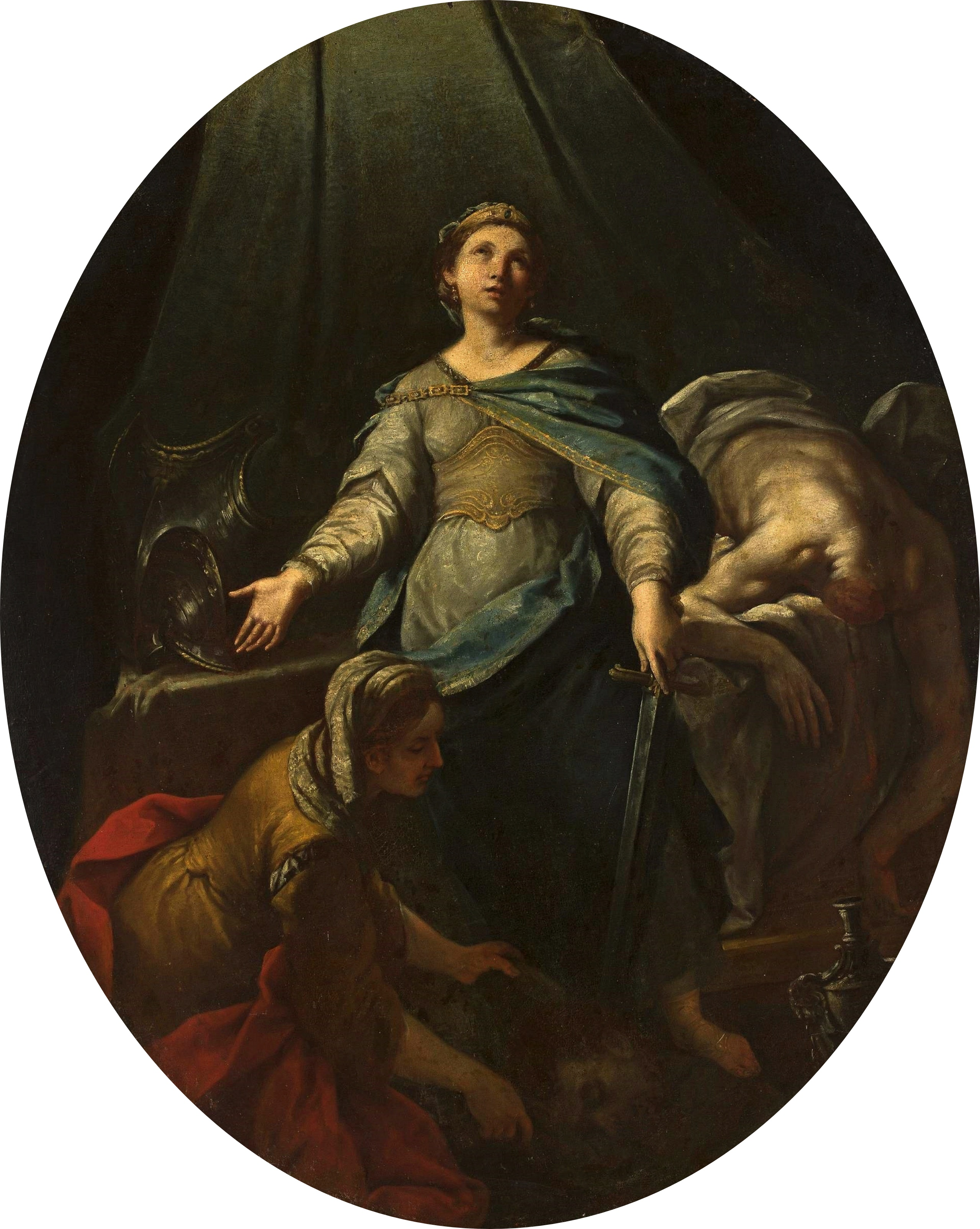
Judith avec la tête de Holopherne par Ercole Graziani le Jeune, Musée national de Varsovie.

Ercole Graziani le Jeune, né à Bologne le 14 août 1688 à Bologne et mort dans cette ville en 17 décembre 1765, est un peintre italien de l'époque baroque, actif principalement à Bologne et à Plaisance. 

## Biographie
Ercole Graziani a été l'élève des peintres Donato Creti et de Marcantonio Franceschini. Le pape Benoît XIV a commandé une copie de Saint Pierre consacrant saint Apollinaire (cathédrale de Bologne) pour l'église Sant'Apollinare de Rome. Il a également réalisé des retables représentant respectivement Saint Simon recevant un scapulaire de la Vierge et Saint Pierre Thomas pour les premières chapelles à gauche et à droite de l'église du Carmine à Medicina.
Parmi ses nombreux élèves figurent Giuseppe Becchetti, Antonio Concioli et Carlo Bianconi.